# Radicaal 133
Radicaal 133 is een van de 29 van de 214 Kangxi-radicalen dat bestaat uit zes strepen.
In het Kangxi-woordenboek zijn er 24 karakters die dit radicaal gebruiken.

## Karakters met het radicaal 133
| Strepen | Karakter    |
| ------- | ----------- |
| + 0     | 至          |
| + 2     | 到          |
| + 4     | 致          |
| + 6     | 臵 臶 臷 臸 |
| + 7     | 臹          |
| + 8     | 臺          |
| + 10    | 臻          |

Orakelbotkarakter
Bronskarakter
Groot zegelkarakter